# Rasika Dugal
Rasika Dugal est une actrice indienne connue pour ses rôles dans des films de Bollywood. Elle a aussi joué dans le film dramatique indo-allemand Le Secret de Kanwar ainsi que dans plusieurs feuilletons indiens,.

## Biographie
Rasika Dugal est née à Circuit House Area (Jamshedpur,Jharkhand). Elle obtient un baccalauréat ès sciences en mathématiques en 2004 à l'université pour femmes Lady Shri Ram, à Delhi. Dugal fréquente ensuite l'université Sophia Polytechnic pour un diplôme de troisième cycle en médias de communication sociale et le Film and Television Institute of India (FTII) pour obtenir un diplôme de troisième cycle en théâtre. En 2010, Rasika Dugal épouse l'acteur indien Mukul Chadda. 

## Carrière
Rasika Dugal commence à jouer dans des films de Bollywood en 2007. Elle est actrice de genre dans Anwar, puis elle joue dans Tahaan en 2008. Elle fait une apparition dans la célèbre web-série de TVF, Permanent Roommates, dans l'épisode 4 de la saison 2 nommé "The Dinner". Elle détient le rôle principal dans une autre web-série de TVF, Humorously Yours en 2017. 
Elle joue aussi dans la série de YRF, Kismat, dans le rôle de Lubna, avec Rahul Bagga.   
Elle fait une apparition dans le film Tu Hai Mera Sunday sorti en 2017, avec en vedettes Barun Sobti, Vishal Malhotra, Shahana Goswami, Nakul Bhalla, Avinash Tiwary et Jay Upadhyay. 
Elle remporte le prix du meilleur acteur pour son rôle dans le film Hamid au festival de film, le Rajasthan International Film Festival (RIFF). 
Elle joue dans Mirzapur, une série Amazon Prime Video dans le rôle de Beena Tripathi, deuxième épouse de Kaleen Bhaiya et belle-mère de Munna. 
Dans la série originale Amazon Prime, Made in Heaven de Zoya Akhtar sortie le 8 mars 2019, elle incarne Nutan Yadav, fille d'un politicien ambitieux prêt à sacrifier les rêves de sa fille au profit de sa carrière politique. 
Dans Delhi Crime, sorti sur Netflix le 21 mars 2019, elle incarne, Neeti Singh une jeune officière de la police indienne. Son dernier film, Lootcase, est sorti le 31 juillet 2020. 

## Filmographie

### Films
| An   | Titre               | Rôle                    | Remarques                                                 | Source |
| ---- | ------------------- | ----------------------- | --------------------------------------------------------- | ------ |
| 2007 | Anwar               | Deepti                  | Rôle de genre                                             |        |
| 2007 | No Smoking          | Rôle de genre           |                                                           |        |
| 2008 | Hijack              | Neha                    |                                                           |        |
| 2008 | Tahaan              | Nadira                  |                                                           |        |
| 2009 | Agyaat              | Sameera                 |                                                           |        |
| 2010 | Thanks Maa          | Rôle de genre           |                                                           |        |
| 2011 | Kshay               | Chhaya                  |                                                           |        |
| 2013 | Aurangzeb           | Trishla Phogat (Chhoti) |                                                           |        |
| 2015 | Le Secret de Kanwar | Neeli                   |                                                           |        |
| 2016 | Kammatti Paadam     | Juhi                    | Film malayalam                                            |        |
| 2018 | Manto               | Safia                   |                                                           |        |
| 2017 | Tu Hai Mera Sunday  | Tasneem                 | Film hindi                                                |        |
| 2018 | Once Again          | Sapna                   |                                                           |        |
| 2018 | Hamid               | Ishrat                  | A remporté le prix du meilleur acteur au RIFF             |        |
| 2020 | Lootcase            | Lata                    | Sorti sur Hotstar en raison de la pandémie de coronavirus | [ 5 ]  |
| 2020 | Darbaan             |                         | Reporté en raison de la pandémie de coronavirus           |        |

### Télévision
| Titre                         | De   | À       | Rôle                       |
| ----------------------------- | ---- | ------- | -------------------------- |
| Upanishad Ganga               | 2008 | 2009    | Nati & Iravati             |
| Powder                        | 2009 | 2010    | Rati                       |
| Rishta.com                    | 2009 |         |                            |
| Kismat                        | 2010 | 2011    | Lubna                      |
| Dariba Diaries                | 2015 | Présent | Zeenat                     |
| Devlok with Devdutt Pattanaik | 2016 | Présent | Rasika Dugal (animatrice)  |
| POW - Bandi Yuddh Ke          | 2016 | 2017    | Madame Shobha Vikram Singh |
| A Suitable Boy                | 2020 |         | Série télévisée BBC One    |

### Séries Web
| Titre                 | De   | À    | Rôle               | Commentaires                      |
| --------------------- | ---- | ---- | ------------------ | --------------------------------- |
| Permanent Roommates   | 2016 | 2016 | Apparition         | Saison 2 épisode 4                |
| Humorously Yours      | 2016 | 2019 | Madame Kavya Goyal | Saison 1 et 2 - Tous les épisodes |
| The School Bag        | 2016 | -    | Ammi               | Court métrage                     |
| Saheb, Biwi & Billi   | 2017 | 2017 | Madame Kavya Goyal | Sketch                            |
| Chutney               | 2017 | -    | -                  | Court métrage                     |
| Mirzapur (Amazon)     | 2018 | 2018 | Beena Tripathi     | Rôle régulier                     |
| Made in Heaven        | 2019 | 2019 | Nutan Yadav        | Épisode 8-9                       |
| Delhi Crime (Netflix) | 2019 | 2019 | Neeti Singh        | Rôle régulier                     |
| Out of Love (Hotstar) | 2019 | 2019 | Dr Meera Kapoor    | Rôle principal                    |